# Bockbachtalbrücke
Die Bockbachtalbrücke ist die einzige noch in Betrieb stehende der drei Eisenbahnbrücken, die im Zuge der Verlängerung der Eistalbahn zwischen 1922 und 1932 im Streckenabschnitt zwischen Bahnhof Ramsen (Pfalz) und Bahnhof Enkenbach entstanden; sie wird sowohl im Sonn- und Feiertagsverkehr als auch mittwochs zum Haltepunkt Eiswoog befahren.

## Charakteristika
Die Bockbachtalbrücke ist mit 28 Metern Höhe und 170 Metern Länge nach dem Eistalviadukt am Eiswoog und vor der Dreibrunnertalbrücke in der Nähe des Stempelkopf-Tunnels das zweitgrößte Brückenbauwerk der Eistalbahn. Der Brückenbau kostete rund 375.000 Mark und wurde vom Bauunternehmen Beton- und Monierbau AG (Niederlassung Mannheim / Ludwigshafen) ausgeführt. Das Bogenbrücke besteht aus sechs Bögen von jeweils 22,80 Metern und führt über die Bockwiese und den namensgebenden Bockbach.

## Besonderheiten
Einer der Pfeiler ist im Inneren sechsgeschossig ausgebaut und wird heutzutage von vielen „Lost-Place-Touristen“ besucht. Der Grund für diesen Innenausbau ist bis heute ungeklärt.
Im Tal unter der Bockbachtalbrücke verkehrt die Schmalspurbahn der Stumpfwaldbahn.